# Spring Grove, Pennsylvania
Spring Grove là một thị trấn thuộc quận York, tiểu bang Pennsylvania, Hoa Kỳ. Năm 2010, dân số của thị trấn này là 2167 người.